# Leon Bilak Peritz
Leon Bilak Peritz (ur. 1903, zm. ?) – gwatemalski filatelista pochodzenia polskiego.

## Życiorys
Leon Bilak był potomkiem pierwszej polskiej rodziny, która pod koniec XIX wieku osiadła na stałe w Gwatemali. Rodzina była zamożna, dzięki dobrej sytuacji finansowej Leon Bilak został wysłany na studia do Niemiec, przebywał w tym kraju w latach 1912-1920. Po powrocie do Gwatemali pracował w redakcji pisma El Impercial.
Filatelistyczna działalność Bilaka została upamiętniona poprzez umieszczenie jego podobizny na trzech znaczkach pocztowych, co było pierwszym takim przypadkiem na świecie dotyczącym żyjącego filatelisty.
Bilak reprezentował Zarząd Poczty i filatelistów Gwatemali na Światowej Wystawie Filatelistycznej "Polska 73" w Poznaniu.